# Jan Puška z Otaslavic a Kostomlat
Jan Puška z Otaslavic a Kostomlat (před 1392–1425) byl moravský šlechtic z rodu pánů z Kunštátu.

## Život
Narodil se jako nejstarší ze tří synů Ješka Pušky z Kunštátu a Otaslavic (před 1368–1406) a jeho manželky Anny z Otaslavic. 
První písemná zmínka o Janovi pochází z roku 1392. Po otcově smrti si se svým bratrem Heraltem (nejmladší z bratří, Půta, zemřel předčasně roku 1398) rozdělil dědictví a zůstal na hradě v Otaslavicích. Jan Puška se začal angažovat v Čechách. Roku 1415 přiložil svou pečeť pod stížný list proti upálení Jana Husa. Roku 1416 získal hrad Kostomlaty nad Labem, zvaný též Mydlovary. Nově získaný hrad se stal jeho hlavním sídlem a Jan Puška se začal po něm psát.
Rodný hrad Otaslavice přenechal svému bratru Heraltovi. Jan Puška se na Kostomlatech dostával do sporů se svými příbuznými, bratry Bočkem a Viktorínem z Kunštátu a Poděbrad, s jejichž statky sousedil. Na počátku husitských válek poplenila vojska Zikmunda Lucemburského okolí Kostomlat a Poděbrad a Jan Puška se přidal na stranu "podobojí" a stal se jedním z pražských hejtmanů. 
Roku 1425 ho potkal krutý osud, když ho na jeho hradě zajal jeho příbuzný, nejmladší bratr Bočka a Viktorína z Poděbrad Hynek na Poděbradech. Jan Puška ve vězení zakrátko zemřel. Zanechal po sobě vdovu Annu z Veselí, potomky neměl nebo ho nepřežili, protože jeho majetek spadl do odúmrti.